# Bohdan Baranowski
Bohdan Baranowski (ur. 1 lipca 1915 w Warszawie, zm. 24 czerwca 1993 w Łodzi) – polski historyk, orientalista, regionalista, profesor nauk humanistycznych, nauczyciel akademicki Uniwersytetu Łódzkiego.

## Życiorys
Syn Wacława. Ukończył studia historyczne na Uniwersytecie Warszawskim (1936), studiował również orientalistykę i etnografię. W 1938 uzyskał stopień doktora na podstawie rozprawy pt. Stosunki polsko-tatarskie w latach 1632–1648 pod kierunkiem Władysława Tomkiewicza. W 1946 uzyskał habilitację na Uniwersytecie Warszawskim na podstawie pracy Polska a Krym w latach 1648–1667.
W latach 1937–1939 pracował jako stypendysta naukowy w Archiwum Głównym Akt Dawnych. W czasie okupacji należał do Armii Krajowej, uczestniczył w tajnym nauczaniu, pracując jednocześnie w przedsiębiorstwach przewozowych. Został ranny w powstaniu warszawskim.
Po zakończeniu wojny przeniósł się do Łodzi, gdzie rozpoczął pracę na nowo powstałym Uniwersytecie Łódzkim. Został pracownikiem Katedry Historii Polski. W 1948 otrzymał stanowisko docenta, w 1950 profesora nadzwyczajnego, a w 1957 profesora zwyczajnego. W latach 1950–1951 pełnił funkcję dziekana Wydziału Humanistycznego UŁ. Trzykrotnie był dziekanem Wydziału Filozoficzno-Historycznego: 1951–1954, 1960–1964 i 1972–1975. W latach 1952–1970 kierował Katedrą Historii Polski oraz Historii Polski XVI–XVIII w., a w latach 1970–1985 Zakładem Historii Polski Nowożytnej. Dwukrotnie obejmował funkcję dyrektora Instytutu Historii UŁ (1952–1956, 1978–1981). Przez wiele lat zasiadał w Senacie UŁ. W 1988 Uniwersytet Łódzki przyznał mu tytuł doctora honoris causa.
Miał szerokie zainteresowania badawcze. W ramach badania dziejów Orientu zajmował się zwłaszcza tematyką tatarską, turecką, muzułmańską oraz historią Zakaukazia. Przyczynił się do powołania Zespołu Polsko-Zakaukaskich Badań Naukowych. Szczególne miejsce w jego działalności naukowej zajmowały prace nad historią społeczno-gospodarczą Rzeczypospolitej. Należał do prekursorów badań nad historią gospodarstwa wiejskiego. Zajmował się dziejami wsi polskiej, jej życia codziennego, religijnego, obyczajów i kultury ludowej. Prowadził również badania nad historią regionu łódzkiego, historią Łodzi oraz historią Uniwersytetu Łódzkiego.
Ogłosił około 300 prac, w tym 35 książek. Brał udział w opracowywaniu podręczników i materiałów pomocniczych do nauki historii dla różnych typów szkół.
Pod jego kierunkiem w 1970 stopień naukowy doktora uzyskał Eugeniusz Iwaniec.
Był członkiem Łódzkiego Towarzystwa Naukowego i Polskiego Towarzystwa Historycznego. W latach 1972–1975 zasiadał w Wojewódzkiej Radzie Narodowej w Łodzi.
Jego starszy syn, Władysław, jest etnografem, a młodszy, Krzysztof, był historykiem.

## Uczniowie
Uczniami Bohdana Baranowskiego są Zbigniew Kuchowicz, Wacław Szczygielski, Julian Bartyś oraz badacz demonologii słowiańskiej Leonard Pełka.

## Order, odznaczenia, nagrody i wyróżnienia
- Krzyż Kawalerski Orderu Odrodzenia Polski
- Złoty Krzyż Zasługi (1954)[5]
- Medal Komisji Edukacji Narodowej
- Zasłużony Nauczyciel PRL[6]

- 1978: nagroda naukowa miasta Łodzi
- 1985: nagroda im. Zygmunta Glogera

## Wybrane publikacje
- Znajomość Wschodu w dawnej Polsce do XVIII wieku, 1950
- Upadek kultury w Polsce w dobie reakcji katolickiej XVII-XVIII wieku, 1950
- Walka chłopów kurpiowskich z feudalnym uciskiem, 1951
- Procesy czarownic w Polsce w XVII i XVIII wieku, 1952
- Sprawy obyczajowe w sądownictwie wiejskim w Polsce wieku XVII i XVIII, 1955
- Gospodarstwo chłopskie i folwarczne we wschodniej Wielkopolsce w XVIII wieku, 1958
- Zarys dziejów gospodarstwa wiejskiego w Polsce, 1964–1970 (współaut., współred.)
- Pożegnanie z diabłem i czarownicą, 1965
- Życie codzienne wsi między Wartą a Pilicą w XIX wieku, 1969
- Kultura ludowa XVII i XVIII wieku na ziemiach Polski środkowej, 1971
- Łódź rolnicza (od połowy XVI do początku XIX w.), 1973
- Życie codzienne małego miasteczka w XVII i XVIII wieku, 1975
- O dawnej Łodzi, 1976
- O hultajach, wiedźmach i wszetecznicach, 1978
- W kręgu upiorów i wilkołaków. Łódź: Wydawnictwo Łódzkie, 1981. ISBN 83-218-0072-6.
- Polskie zainteresowania z XVIII i XIX wieku kulturą Gruzji, 1983
- Pierwsze lata Uniwersytetu Łódzkiego (1945–1949), 1985
- Ludzie gościńca w XVII–XVIII w., 1986
- Nietolerancja i zabobon w Polsce w wieku XVII i XVIII, 1987 (współaut.)
- Historia Azerbejdżanu, 1987 (współaut.)
- Historia Gruzji, 1987 (współaut.)
- Trudne lata Uniwersytetu Łódzkiego (1949–1956), 1990